# Przejście graniczne Wyłok-Tiszabecs
Przejście graniczne Wyłok-Tiszabecs (węg. Tiszabecs Határátkelőhely) - międzynarodowe ukraińsko-węgierskie drogowe przejście graniczne, położone w rejonie wynohradiwskim obwodu zakarpackiego.
Jest to przejście przeznaczone dla ruchu osobowego.